# Campionat de Bèlgica de ciclisme en ruta

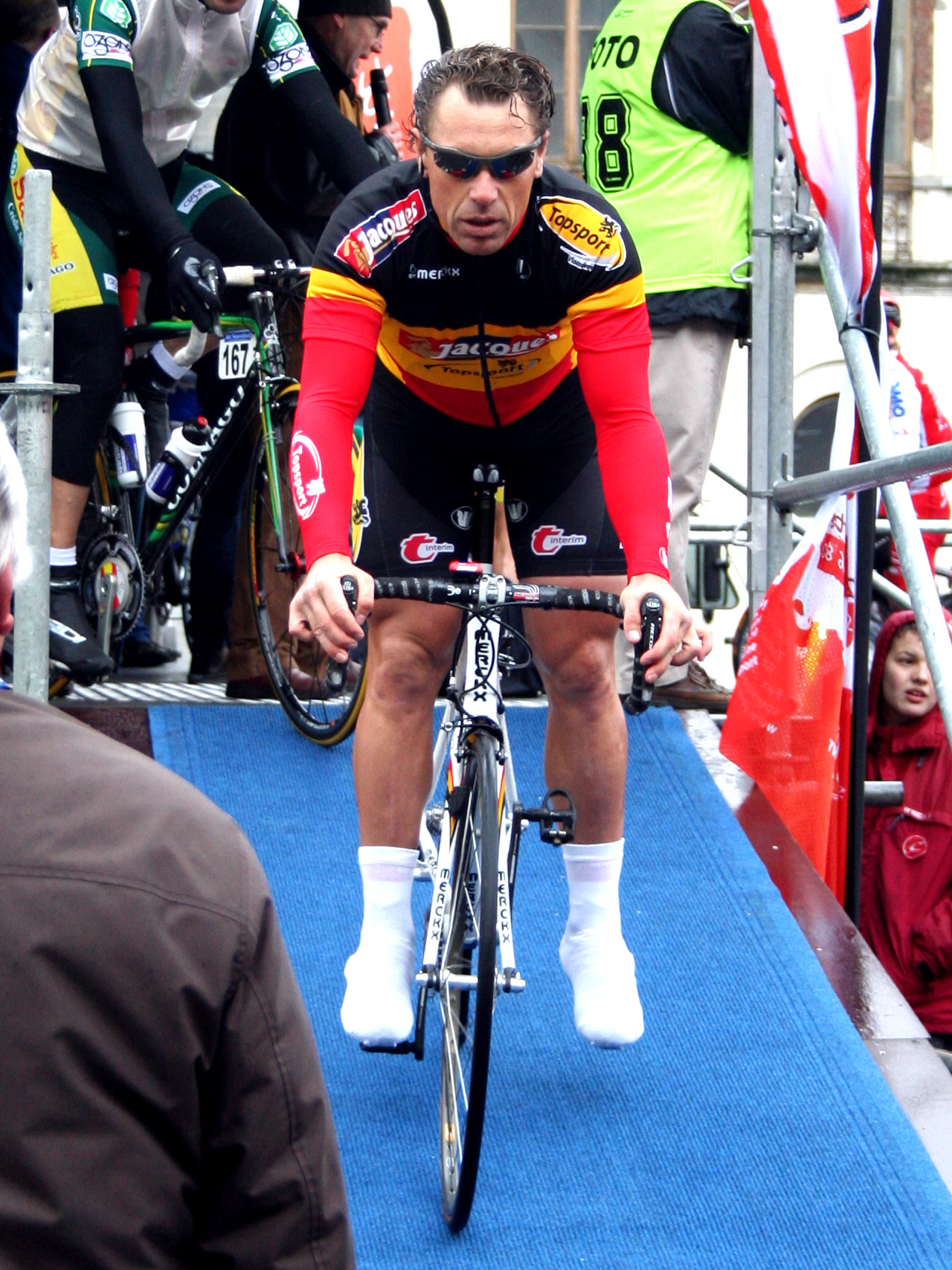
Nico Eeckhout, amb el mallot de campió de Bèlgica a l'Omloop Het Volk de 2007

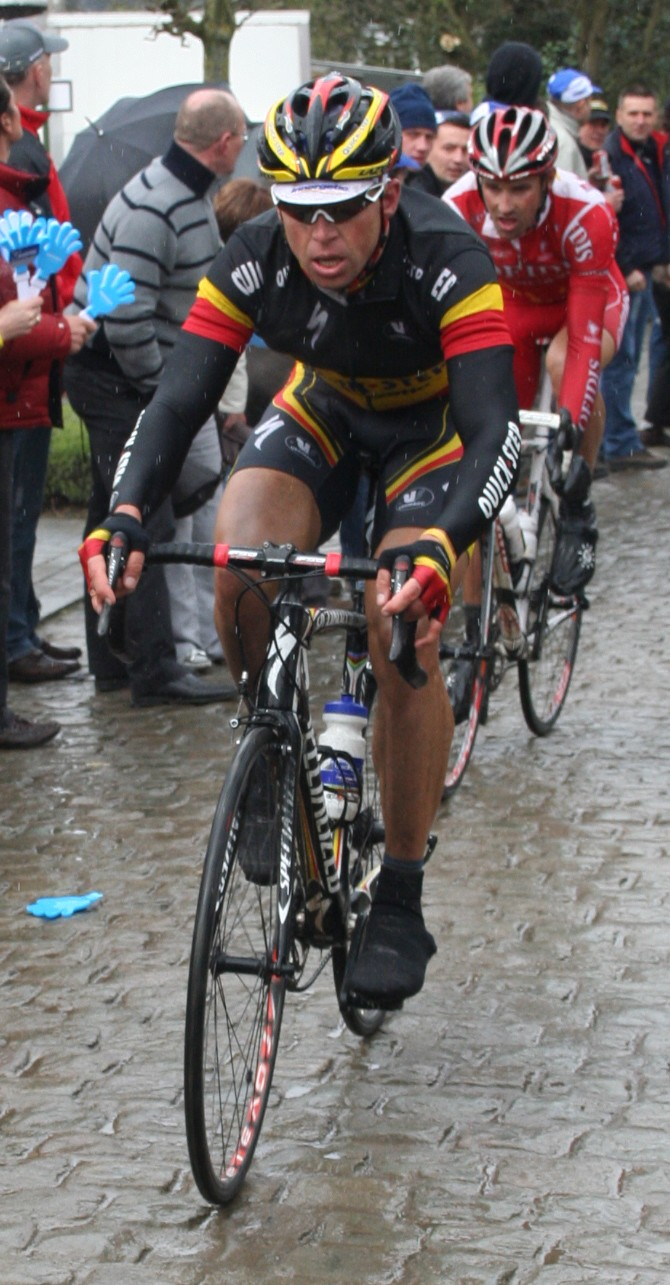
Stijn Devolder, amb el mallot de campió de Bèlgica al Tour de Flandes de 2008

El Campionat de Bèlgica de ciclisme en ruta és una competició ciclista que serveix per a determinar el Campió de Bèlgica de ciclisme. La primera edició es disputà el 1894. El títol s'atorga al vencedor d'una única carrera. El vencedor obté el dret a portar un mallot amb els colors de la bandera belga fins al Campionat de l'any següent.
El 1906 no es disputà. Entre 1915 i 1918 el campionat no s'organitzà per culpa de la Primera Guerra Mundial. El 1944 fou la Segona Guerra Mundial la que impedí la seva organització.
El ciclista que ha guanyat més vegades la prova ha estat Tom Steels, amb quatre (1997, 1998, 2002 i 2004), seguit de Rik van Steenbergen amb tres (1943, 1945 i 1954).

## Palmarès masculí
| Any  | Primer                   | Segon                      | Tercer                     |
| 1894 | Léon Houa                | T. Schmidt                 | Léon Chisoigne             |
| 1895 | Henri Luyten             | René Nulens i Jean Walrant | René Nulens i Jean Walrant |
| 1896 | Henri Luyten             | Georges van Oolen          | Henri Marnette             |
| 1897 | Henri Bertrand           | Maurice Virlée             | Jozef Berckmans            |
| 1898 | Henri Bertrand           | Maurice Virlée             | Georges Luyten             |
| 1899 | Jules de Geytere         | Alphonse Seys              |                            |
| 1900 | Mathieu Quoidbach        | Hubert Meura               | Williot                    |
| 1901 | Paul Burger              | Van horenbeek              | Arthur Vanderstuyft        |
| 1902 | Jules Defrance           |                            |                            |
| 1903 | Arthur Vanderstuyft      | Julien Lootens             | François Dhaen             |
| 1904 | Jules Sales              | Arthur Vanderstuyft        | Theodor Sales              |
| 1905 | Dieudonné Jamar          | Henri Devroye              | Joseph Achten              |
| 1907 | François Verstraeten     | Camille Haeck              | Robert Wancourt            |
| 1908 | François Verstraeten     | Cyrille van Hauwaert       | Eugène Platteau            |
| 1909 | Cyrille van Hauwaert     | Dieudonné Jamar            | Alfons Spiessens           |
| 1910 | Henri Hanlet             | Michel Debaets             | Marcel Buysse              |
| 1911 | Odile Defraye            | Jules Masselis             | Cyrille van Hauwaert       |
| 1912 | Omer Verschoore          | Félicien Salmon            | Henri Devroye              |
| 1913 | Joseph van Daele         | Onze corredors ex aequo    | Onze corredors ex aequo    |
| 1914 | Victor Dethier           | Joseph van Daele           | Louis Mottiat              |
| 1919 | Jean Rossius             | Joseph van Daele           | Louis Mottiat              |
| 1920 | Jules van Hevel          | Louis Mottiat              | René Vermandel             |
| 1921 | Jules van Hevel          | René Vermandel             | Louis Mottiat              |
| 1922 | René Vermandel           | Philippe Thijs             | Félix Sellier              |
| 1923 | Félix Sellier            | Maurice de Waele           | René Vermandel             |
| 1924 | René Vermandel           | Félix Sellier              | Denis Verschueren          |
| 1925 | Gérard Debaets           | Auguste Verdijck           | Denis Verschueren          |
| 1926 | Félix Sellier            | Julien Delbecque           | Maurice Depauw             |
| 1927 | August Mortelmans        | Julien Delbecque           | Leopold Matton             |
| 1928 | Joseph Dervaes           | Félix Sellier              | Raymond Decorte            |
| 1929 | Joseph Wauters           | Georges Ronsse             | Alfred Hamerlinck          |
| 1930 | Joseph Wauters           | Joseph Dervaes             | Alfred Hamerlinck          |
| 1931 | Alphonse Schepers        | Emile Joly                 | Gustave van Slembrouck     |
| 1932 | Georges Lemaire          | Gustave van Slembrouck     | Michel van Vlockhoven      |
| 1933 | Louis Duerloo            | Jozef Vander Haegen        | Constant Huys              |
| 1934 | Louis Roels              | Emile Bruneau              | Jozef Vander Haegen        |
| 1935 | Gustave Danneels         | Jef Demuysere              | Félicien Vervaecke         |
| 1936 | Jean Aerts               | Louis Hardiquest           | Michel D'Hooghe            |
| 1937 | Karel Kaers              | Maurice Raes               | Adelin van Simaeys         |
| 1938 | Petrus van Temsche       | Hubert Deltour             | Marcel Kint                |
| 1939 | Marcel Kint              | Quatre corredors ex aequo  | Quatre corredors ex aequo  |
| 1940 | Odiel van den Meerschaut | André Maelbrancke          | Gustaaf van Overloop       |
| 1941 | André Defoort            | Gustaaf van Overloop       | Achiel de Backer           |
| 1942 | André Maelbrancke        | Albert Sercu               | Lucien Vlaemynck           |
| 1943 | Rik van Steenbergen      | Georges Claes              | Robert van Eenaeme         |
| 1944 | Suspès                   | Suspès                     | Suspès                     |
| 1945 | Rik van Steenbergen      | Odiel van den Meerschaud   | Jean Bogaerts              |
| 1946 | Émile Masson             | Briek Schotte              | Maurice van Herzele        |
| 1947 | Émile Masson             | Jacques Geus               | Maurice Meersman           |
| 1948 | Achiel Buysse            | Briek Schotte              | Ernest Sterckx             |
| 1949 | Valère Ollivier          | Raymond Impanis            | Prosper Depredomme         |
| 1950 | Albert Ramon             | Briek Schotte              | Valère Ollivier            |
| 1951 | Lode Anthonis            | Edward Peeters             | Emmanuel Thoma             |
| 1952 | Jozef Schils             | Robert Vanderstockt        | Marcel de Mulder           |
| 1953 | Alois van Steenkiste     | Florent Rondelé            | Stan Ockers                |
| 1954 | Rik van Steenbergen      | Roger Decock               | René Desmet                |
| 1955 | Emiel van Cauter         | Germain Derijcke           | Jean Storms                |
| 1956 | André Vlayen             | Frans Schoubben            | Karel Clerckx              |
| 1957 | André Vlayen             | Roger Verplaetse           | Karel Clerckx              |
| 1958 | Rik van Looy             | Jozef Planckaert           | Frans Aerenhouts           |
| 1959 | Piet Oellibrandt         | Jan Adriaensens            | Daniel Denys               |
| 1960 | Frans de Mulder          | Willy Vannitsen            | Arthur de Cabooter         |
| 1961 | Michel van Aerde         | Arnould Flécy              | Jos Hoevenaars             |
| 1962 | Jozef Planckaert         | Guillaume van Tongerloo    | Emile Daems                |
| 1963 | Rik van Looy             | Louis Proost               | Frans Aerenhouts           |
| 1964 | Edward Sels              | Willy Bocklant             | Frans Melckenbeeck         |
| 1965 | Walter Godefroot         | Eddy Merckx                | Arthur de Cabooter         |
| 1966 | Guido Reybrouck          | Robert Lelangue            | Jos Huysmans               |
| 1967 | Jos Boons                | Willy In 't Ven            | Emile Bodart               |
| 1968 | Julien Stevens           | Ferdinand Bracke           | Guido Reybrouck            |
| 1969 | Roger de Vlaeminck       | Walter Godefroot           | Alfons Debal               |
| 1970 | Eddy Merckx              | Herman van Springel        | Jean-Pierre Monseré        |
| 1971 | Herman van Springel      | Jozef Spruyt               | Willy Vanneste             |
| 1972 | Walter Godefroot         | Eddy Merckx                | Albert van Vlierberghe     |
| 1973 | Frans Verbeeck           | Eddy Merckx                | Willy Planckaert           |
| 1974 | Roger Swerts             | Ludo van Staeyen           | Johan de Muynck            |
| 1975 | Willy Teirlinck          | Walter Planckaert          | Eddy Merckx                |
| 1976 | Freddy Maertens          | Jean-Luc Vandenbroucke     | Willy Teirlinck            |
| 1977 | Michel Pollentier        | Joseph Bruyère             | Paul Wellens               |
| 1978 | Michel Pollentier        | Willy Teirlinck            | Marcel Laurens             |
| 1979 | Gery Verlinden           | Eddy Schepers              | Marc Renier                |
| 1980 | Jozef Jacobs             | Dirk Heirweg               | Eddy Schepers              |
| 1981 | Roger de Vlaeminck       | Gery Verlinden             | Benjamin Vermeulen         |
| 1982 | Frank Hoste              | Eddy Vanhaerens            | Fons de Wolf               |
| 1983 | Lucien van Impe          | Marc Sergeant              | Michel Dernies             |
| 1984 | Eric Vanderaerden        | Eddy Planckaert            | Frank Hoste                |
| 1985 | Paul Haghedooren         | Claude Criquielion         | Rudy Dhaenens              |
| 1986 | Marc Sergeant            | Hendrik de Vos             | Etienne de Wilde           |
| 1987 | Ferdi van den Haute      | Jean-Pierre Heynderickx    | Herman Frison              |
| 1988 | Etienne de Wilde         | Herman Frison              | Jean-Philippe Vandenbrande |
| 1989 | Carlo Bomans             | Eddy Planckaert            | Fons de Wolf               |
| 1990 | Claude Criquielion       | Edwig van Hooydonck        | Frank van den Abbeele      |
| 1991 | Benjamin van Itterbeeck  | Jim van de Laer            | Wilfried Peeters           |
| 1992 | Johan Museeuw            | Johan Capiot               | Johan Devos                |
| 1993 | Alain van den Bossche    | Guy Nulens                 | Carlo Bomans               |
| 1994 | Wilfried Nelissen        | Michel Vanhaecke           | Peter Verbeken             |
| 1995 | Wilfried Nelissen        | Tom Steels                 | Johan Museeuw              |
| 1996 | Johan Museeuw            | Geert van Bondt            | Johan Bruyneel             |
| 1997 | Tom Steels               | Ludo Dierckxsens           | Kurt van de Wouwer         |
| 1998 | Tom Steels               | Carlo Bomans               | Peter Van Petegem          |
| 1999 | Ludo Dierckxsens         | Michel Vanhaecke           | Axel Merckx                |
| 2000 | Axel Merckx              | Frank Vandenbroucke        | Rik Verbrugghe             |
| 2001 | Ludovic Capelle          | Fabien de Waele            | Michel Vanhaecke           |
| 2002 | Tom Steels               | Ludovic Capelle            | Gert Vanderaerden          |
| 2003 | Geert Omloop             | Jurgen van Goolen          | Sven Vanthourenhout        |
| 2004 | Tom Steels               | Geert Omloop               | Geert Verheyen             |
| 2005 | Serge Baguet             | Kevin van Impe             | Nico Sijmens               |
| 2006 | Nico Eeckhout            | Philippe Gilbert           | Tom Boonen                 |
| 2007 | Stijn Devolder           | Tom Boonen                 | Philippe Gilbert           |
| 2008 | Jurgen Roelandts         | Sven Vanthourenhout        | Nico Eeckhout              |
| 2009 | Tom Boonen               | Philippe Gilbert           | Kristof Goddaert           |
| 2010 | Stijn Devolder           | Philippe Gilbert           | Frederik Veuchelen         |
| 2011 | Philippe Gilbert         | Gianni Meersman            | Jelle Wallays              |
| 2012 | Tom Boonen               | Kristof Goddaert           | Sven Vandousselaere        |
| 2013 | Stijn Devolder           | Gianni Meersman            | Jan Bakelants              |
| 2014 | Jens Debusschere         | Roy Jans                   | Tom Boonen                 |
| 2015 | Preben Van Hecke         | Jurgen Roelandts           | Greg Van Avermaet          |
| 2016 | Philippe Gilbert         | Tim Wellens                | Greg Van Avermaet          |
| 2017 | Oliver Naesen            | Sep Vanmarcke              | Jasper Stuyven             |
| 2018 | Yves Lampaert            | Philippe Gilbert           | Jasper Stuyven             |
| 2019 | Tim Merlier              | Timothy Dupont             | Wout Van Aert              |
| 2020 | Dries De Bondt           | Iljo Keisse                | Pieter Serry               |
| 2021 | Wout van Aert            | Edward Theuns              | Remco Evenepoel            |
| 2022 | Tim Merlier              | Jordi Meeus                | Jasper Philipsen           |
| 2023 | Remco Evenepoel          | Alec Segaert               | Jasper Stuyven             |
| 2024 | Arnaud De Lie            | Jasper Philipsen           | Jordi Meeus                |
| 2025 | Tim Wellens              | Remco Evenepoel            | Jasper Philipsen           |

### Palmarès sub-23
| Any  | Primer               | Segon              | Tercer                  |
| 1996 | Rolf Verhaegen       | Koen Das           | Dave Bruylandts         |
| 1997 | Jurgen Vermeersch    | Dirk D'Haemers     | Bert De Waele           |
| 1998 | Sven Spoormakers     | Dave Bruylandts    | Koen Van De Velde       |
| 1999 | Andy Cappelle        | Bjorn Leukemans    | Jehudi Schoonacker      |
| 2000 | Andy Cappelle        | Tom Boonen         | Ludovic Draux           |
| 2001 | Tom Boonen           | Dimitri De Fauw    | Kevin Van der Slagmolen |
| 2002 | Nick Nuyens          | Philippe Gilbert   | Bart Dockx              |
| 2003 | Koen Barbé           | Jonathan Henrion   | Kristof De Zutter       |
| 2004 | Maarten Wynants      | Jean-Paul Simon    | Pieter Duyck            |
| 2005 | Dries Devenyns       | Lars Croket        | Maxime Vantomme         |
| 2006 | Greg Van Avermaet    | Jérôme Giaux       | Pieter Vanspeybrouck    |
| 2007 | Pieter Muys          | Klaas Lodewyck     | Bjorn Coomans           |
| 2008 | Dimitri Claeys       | Jérôme Baugnies    | Jan Bakelants           |
| 2009 | Dimitri Claeys       | Walt De Winter     | Sven Vandousselaere     |
| 2010 | Laurens De Vreese    | Yannick Eijsen     | Jochen Vankerckhoven    |
| 2011 | Tim Declercq         | Sander Helven      | Eliot Lietaer           |
| 2012 | Jorne Carolus        | Tim De Troyer      | Roy Jans                |
| 2013 | Jens Wallays         | Maarten Craeghs    | Frederik Frison         |
| 2014 | Jef van Meirhaeghe   | Bert van Lerberghe | Jelle Donders           |
| 2015 | Nathan Van Hooydonck | Jenthe Biermans    | Michael Cools           |
| 2016 | Joachim Vanreyten    | Enzo Wouters       | Alexander Geuens        |
| 2017 | Jordi Van Dingenen   | Franklin Six       | Stan Dewulf             |
| 2018 | Gerben Thijssen      | Jens Reynders      | Tom Verhaegen           |
| 2019 | Florian Vermeersch   | Gilles De Wilde    | Sébastien Grignard      |
| 2020 | Jordi Meeus          | Arne Marit         | Simon Dehairs           |
| 2021 | Maarten Verheyen     | Thibau Nys         | Lennert Van Eetvelt     |
| 2022 | Jarne Van De Paar    | Axel De Kinder     | Alex Vandenbulcke       |
| 2023 | Simon Dehairs        | Floris Van Tricht  | Gianluca Pollefliet     |
| 2024 | Sente Sentjens       | Senne Hulsmans     | Tom Crabbe              |

## Palmarès femení
| Any  | Primer                 | Segon                  | Tercer                 |
| 1959 | Victoire Van Nuffel    | Rosa Sels              | Liliane Cleiren        |
| 1960 | Rosa Sels              | Yvonne Reynders        | Nadia Germonpre        |
| 1961 | Annie Vermeiren        | Yvonne Reynders        | Rosa Sels              |
| 1962 | Yvonne Reynders        | Simone Ellegeest       | Liliane Cleiren        |
| 1963 | Yvonne Reynders        | Louisa Smits           | Simone Ellegeest       |
| 1964 | Denise Bral            | Rosa Sels              | Marie-Thérèse Naessens |
| 1965 | Louisa Smits           | Marie-Thérèse Naessens | Francine Verlot        |
| 1966 | Marie-Rose Gaillard    | Simone Ellegeest       | Suzanne Sohie          |
| 1967 | Christiane Geerts      | Louisa Smits           | Francine Verlot        |
| 1968 | Marguerita Dams        | Nicole Vandenbroeck    | Francine Verlot        |
| 1969 | Nicolle Van Den Broeck | Suzanne Sohie          | Christiane Goeminne    |
| 1970 | Nicolle Van Den Broeck | Christiane Geerts      | Francine Verlot        |
| 1971 | Mariette Laenen        | Christiane Geerts      | Francine Verlot        |
| 1972 | Mariette Laenen        | Nicole Vandenbroeck    | Francine Verlot        |
| 1973 | Nicolle Van Den Broeck | Christiane Goeminne    |                        |
| 1974 | Nicolle Van Den Broeck | Mariette Laenen        | Francine Verlot        |
| 1975 | Mariette Laenen        | Christiane Goeminne    | Johanna Bosmans        |
| 1976 | Yvonne Reynders        | Christiane Goeminne    | Nicole Vandenbroeck    |
| 1977 | Nicolle Van Den Broeck | Mariette Laenen        | Yvonne Reynders        |
| 1978 | Maria Herrijgers       | Christiane Goeminne    | Frieda Maes            |
| 1979 | Maria Herrijgers       | Sonja Pleysier         | Marie-Hélène Schiffers |
| 1980 | Nele D'Haene           | Chantal Van Havere     | Maria-Magdalena Kennes |
| 1981 | Gerda Sierens          | Marina Mampay          | Maria Herrijgers       |
| 1982 | Jenny De Smet          | Gerda Sierens          | Anna Callebaut         |
| 1983 | Ingrid Mekers          | Gerda Sierens          | Anna Callebaut         |
| 1984 | Nele D'Haene           | Jenny De Smet          | Gerda Sierens          |
| 1985 | Josiane Vanhuysse      | Nadine Fiers           | Marleen Clemminck      |
| 1986 | Agnes Dusart           | Josiane Vanhuysse      | Nadine Fiers           |
| 1987 | Agnes Dusart           | Sonja Vermeylen        | Els Mertens            |
| 1988 | Agnes Dusart           | Kristel Werckx         | Sylvie Slos            |
| 1989 | Sylvie Slos            | Sabine Snijers         | Els Mertens            |
| 1990 | Véronique De Roose     | Godelieve Jansens      | Kristel Werckx         |
| 1991 | Kristel Werckx         | Heidi Van De Vijver    | Monica Van Nassauw     |
| 1992 | Godelieve Jansens      | Sabine Snijers         | Véronique Schurmann    |
| 1993 | Kristel Werckx         | Monica Van Nassauw     | Vanja Vonckx           |
| 1994 | Heidi Van De Vijver    | Patsy Maegerman        | Anja Lenaers           |
| 1995 | Els Decottenier        | Sonja Vermeylen        | Vanja Vonckx           |
| 1996 | Sonja Vermeylen        | Linda Troyekens        | Patsy Maegerman        |
| 1997 | Sonja Vermeylen        | Els Decottenier        | Anja Lenaers           |
| 1998 | Heidi Van De Vijver    | Sonja Vermeylen        | Anja Lenaers           |
| 1999 | Cindy Pieters          | Vanja Vonckx           | Els Decottenier        |
| 2000 | Evy Van Damme          | Lensy Debboudt         | Sonja Vermeylen        |
| 2001 | Evy Van Damme          | Ine Wannijn            | Godelieve Jansens      |
| 2002 | Ine Wannijn            | Corine Hierckens       | Veronique Belleter     |
| 2003 | Anja Nobus             | Ilse Geldhof           | Veerle Ingels          |
| 2004 | Natacha Maes           | Ine Wannijn            | Sara Peeters           |
| 2005 | Corine Hierckens       | Sara Peeters           | Natasha Nobels         |
| 2006 | Veronique Belleter     | Karen Steurs           | Ine Wannijn            |
| 2007 | Ludivine Henrion       | Ine Wannijn            | Liesbeth De Vocht      |
| 2008 | Ilse Geldhof           | Nana Steenssens        | Anne Arnouts           |
| 2009 | Ludivine Henrion       | Latoya Brulee          | Kelly Druyts           |
| 2010 | Liesbeth De Vocht      | Kelly Druyts           | Evelyn Arys            |
| 2011 | Evelyn Arys            | Sofie De Vuyst         | Lensy Debboudt         |
| 2012 | Jolien D'Hoore         | Ludivine Henrion       | Jessie Daams           |
| 2013 | Liesbeth De Vocht      | Maaike Polspoel        | Sofie De Vuyst         |
| 2014 | Jolien D'Hoore         | Lotte Kopecky          | Sofie De Vuyst         |
| 2015 | Jolien D'Hoore         | Lotte Kopecky          | Sofie De Vuyst         |
| 2016 | Kaat Hannes            | Lotte Kopecky          | Jolien D'Hoore         |
| 2017 | Jolien D'Hoore         | Lotte Kopecky          | Kelly Druyts           |
| 2018 | Annelies Dom           | Valerie Demey          | Sanne Cant             |
| 2019 | Jesse Vandenbulcke     | Ann-Sophie Duyck       | Julie Van de Velde     |
| 2020 | Lotte Kopecky          | Jolien D'Hoore         | Shari Bossuyt          |
| 2021 | Lotte Kopecky          | Julie Van de Velde     | Alana Castrique        |
| 2022 | Kim de Baat            | Fien van Eynde         | Sara Maes              |
| 2023 | Lotte Kopecky          | Marthe Goossens        | Kelly Druyts           |
| 2024 | Lotte Kopecky          | Sanne Cant             | Justine Ghekiere       |
| 2025 | Justine Ghekiere       | Fien Van Eynde         | Fleur Moors            |